# Robbie Lewis
Robert "Robbie" Lewis is een personage in de Inspector Morse-misdaadromans van Colin Dexter. Hij wordt in de op deze boeken gebaseerde televisieserie gespeeld door Kevin Whately. Na de dood van John Thaw kreeg hij zijn eigen serie, Lewis.

## Inspector Morse
Lewis is rechercheur bij de Thames Valley Police en de assistent van Morse (John Thaw). De chef van Lewis en Morse heet Strange (James Grout). Hij is een trouwe, eerlijke en oprechte politieman, en een groot contrast met Morse. Morse heeft gestudeerd en Lewis niet, wat Morse vaak gebruikt om Lewis te beledigen. Na 33 afleveringen sterft Morse aan een hartaanval en is de serie afgelopen. Lewis heeft een vrouw, Valerie, en twee kinderen.

## Lewis

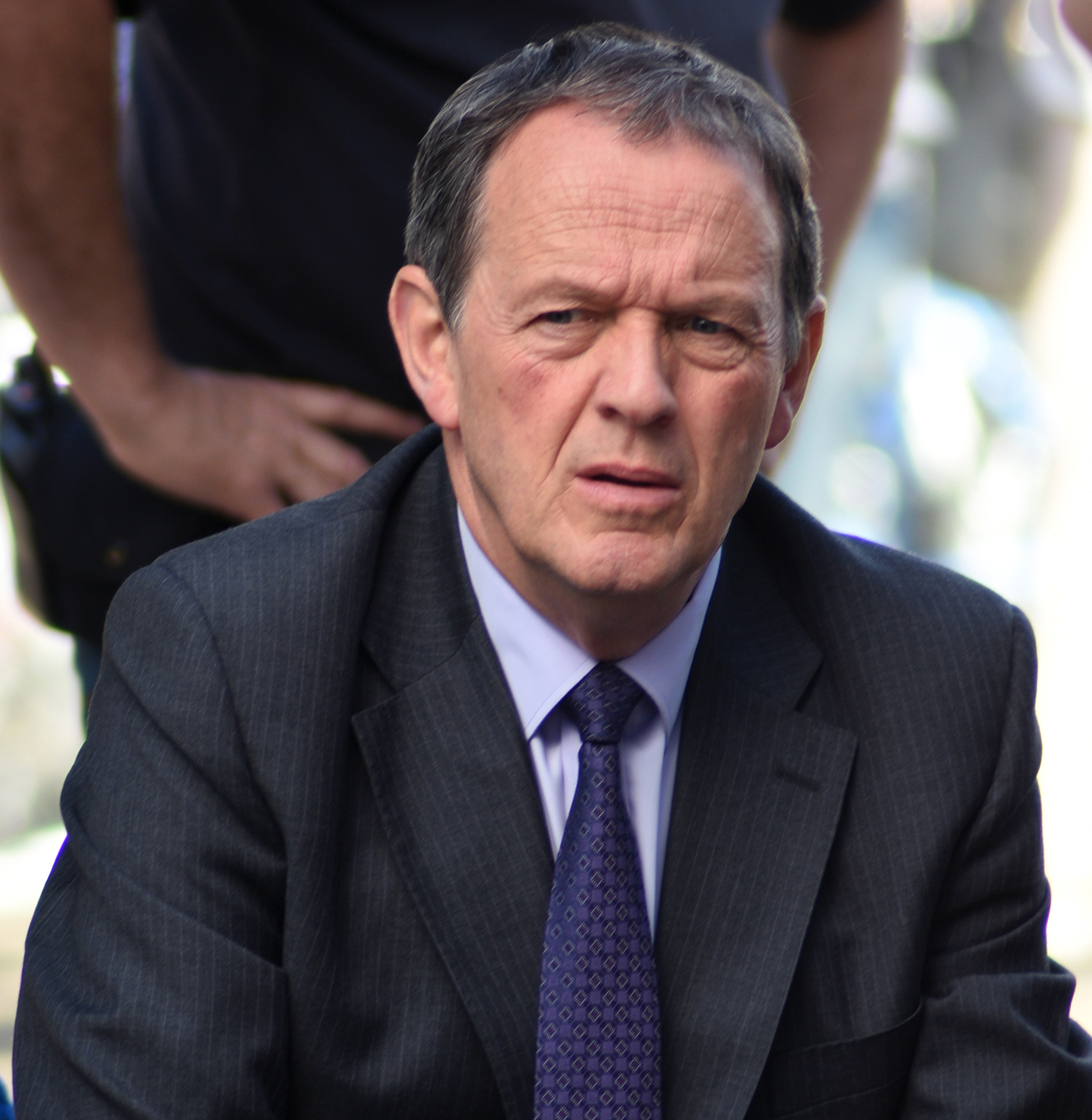
Kevin Whately
als Robbie Lewis

Vijf jaar na de dood van Morse komt Lewis terug bij de politie in Oxford. Hij heeft een nieuwe chef, Innocent, en een eigen junior: DS James Hathaway (Laurence Fox), een Cambridge-student die eerst voor priester leerde maar later politieman werd. Zijn vrouw is omgekomen bij een auto-ongeluk. In "The Quality of Mercy" ontdekt Hathaway wie haar overreden heeft. In de aflevering "Your Sudden Death Question" heeft Lewis een afspraak met patholoog-anatoom Laura Hobson (Clare Holman). Hathaway vindt dit erg interessant.